# Albert Reich
Pour les articles homonymes, voir Reich (homonymie).
Albert Reich, né le 14 janvier 1881 à Neumarkt in der Oberpfalz, mort le 12 avril 1942 à Munich, est un peintre, graphiste, dessinateur et illustrateur allemand. Pendant la Première Guerre mondiale, il est attaché comme peintre de guerre à l'Alpenkorps (division alpine). Après la guerre, il rejoint le mouvement nazi et contribue à sa propagande.

## Origine et premières années
Albert Reich, fils d'un cordonnier de Neumarkt in der Oberpfalz dans le royaume de Bavière, alors partie de l'Empire allemand, est diplômé de l'académie des Beaux-Arts de Nuremberg en 1898. En 1901-1902, il reçoit une bourse de 360 marks de la fondation Maximilien. En octobre 1902, il entre à l'académie royale des beaux-arts de Munich où il a pour professeurs Johann Caspar Herterich (de), Heinrich von Zügel et Peter Halm. Herterich le présente à Michael Laßleben, éditeur de Kallmünz dans sa région natale, le Haut-Palatinat, pour qui il travaille comme illustrateur à partir de 1907. À partir de 1911, il étudie la technique de la peinture de plein air à l'école de Melchior Kern (de) à qui il succède à la tête de l'école à la veille de la Première Guerre mondiale.
Le 31 mai 1912, il épouse son élève Elisabeth Anna Karla Martha, née Sellschopp (Lisbeth, 1884-1958) qui travaillera avec lui à la réalisation de ses albums. Le couple aura quatre filles.

## De la Première Guerre mondiale auIIIeReich
Pendant la guerre, Albert Reich devient le peintre de guerre de l'Alpenkorps, une unité formée pour la guerre en montagne qu'il accompagne dans les Balkans, sur le front roumain, le front italien et sur le front de l'Ouest. Dans ses albums, il en donne une image idéalisée et héroïque.
Après la guerre, il dessine des projets de monuments aux morts : en 1920 pour l'église Mariä Opferung de Duggendorf, en 1922-1923 pour la place du marché de Kallmünz.

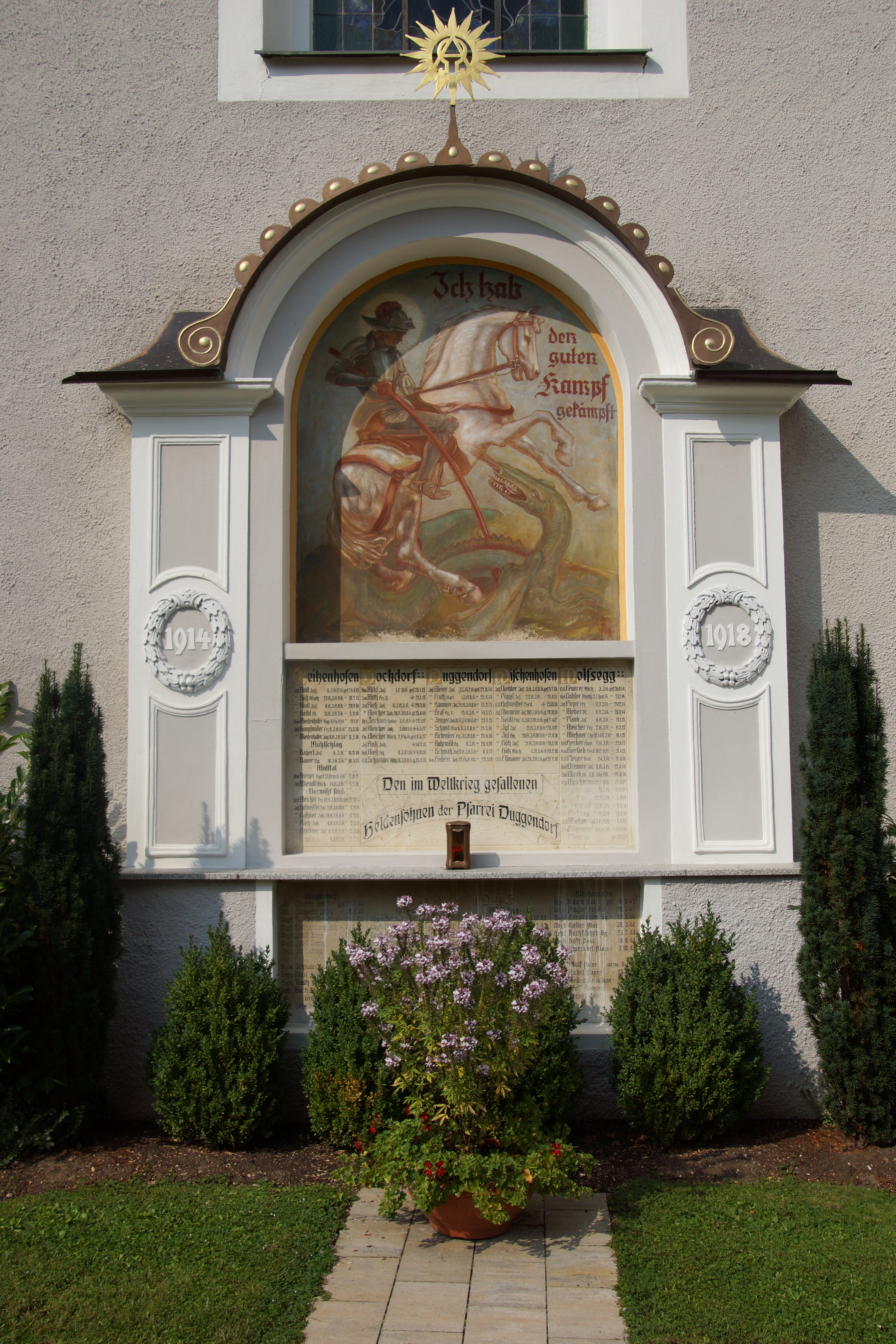
Le mémorial de la Première Guerre mondiale aux morts de l'église paroissiale de l'Assomption à Duggendorf, conçu par Albert Reich en 1920.

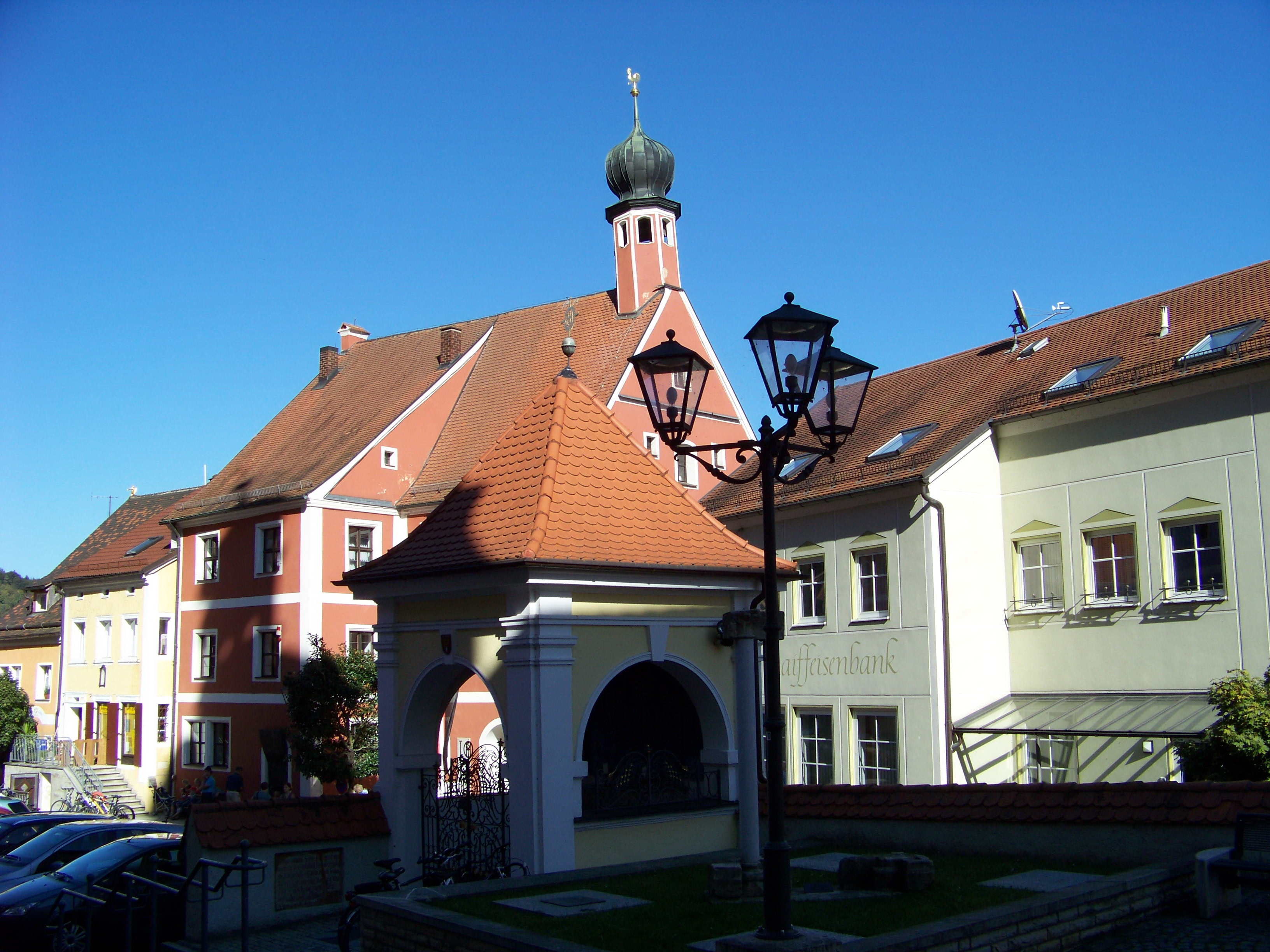
Le mémorial de la Première Guerre mondiale sur la Marktplatz (Place du marché) au cœur de Kallmünz, conçu par Albert Reich en 1922-1923.

Reich est un partisan de la première heure du Parti nazi. Avec son ami Dietrich Eckart, il réalise la maquette du manifeste d'Adolf Hitler : Mein Kampf. En 1930, il fonde une cellule du NSDAP dans le quartier de Harlaching à Munich. Il met son talent d'illustrateur au service du mouvement nazi. Après la prise de pouvoir de Hitler en 1933, il contribue à la propagande militariste du régime. Le journal nazi Völkischer Beobachter, auquel il est lié par son ami Christian Weber, le célèbre comme « sans doute le premier artiste graphique qui ait rejoint avec crayon et pinceau le mouvement national-socialiste naissant ».
Albert Reich a été un ami personnel de Hitler. Son album Aus Adolf Hitlers Heimat (« De la patrie d'Adolf Hitler »), publié en 1933, est le seul ouvrage publié sous le régime nazi qui fasse mention de la famille d'origine du Führer : à côté de paysages montagneux de Haute-Autriche, il montre plusieurs portraits de membres de sa famille maternelle. De telles mentions seront strictement interdites par la suite.
En 1935, il est chargé par le service culturel du Reichsgau (district) de la mise en scène de la 125e fête de la bière à Munich sous le slogan « Ville fière - Pays heureux ». En 1936, il supervise la mise en scène du Braunes Band von Deutschland (concours hippique aux couleurs du parti nazi) pour le 500e anniversaire de l'hippodrome de Munich.
En mars 1942, il est nommé professeur du bureau Rosenberg, service des affaires culturelles patronné par l'idéologue nazi Alfred Rosenberg, titre qui lui est reconnu par Hitler peu avant sa mort. Il meurt le 12 avril 1942 à Munich. Il est enterré au carré militaire du Waldfriedhof de Munich.

## Contestation posthume
Autour de l'an 2000, la mémoire d'Albert Reich fait l'objet de contestations en raison de son adhésion au nazisme. Une rue qui portait son nom dans sa ville natale, Neumarkt, est débaptisée en 2011. Elle est rebaptisée au nom du militant social-démocrate local Josef Geiß, déporté au camp de concentration de Dachau en 1933. Geiß a survécu à son emprisonnement et à la dictature nazie.

## Images

Images du front, 1914-1918
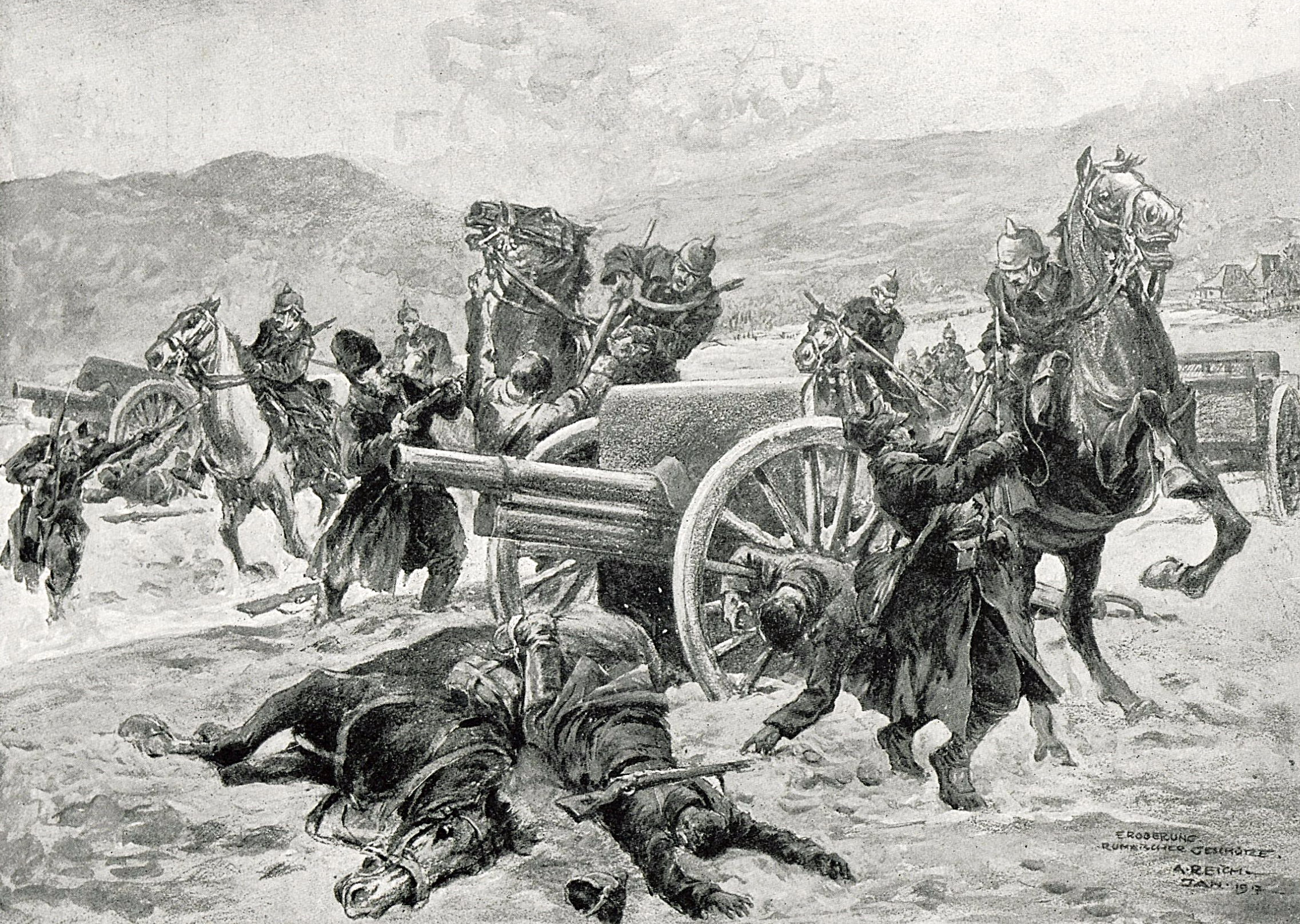
Cavaliers allemands chargeant contre des fantassins roumains près de Târgoviște, 1916-1917.
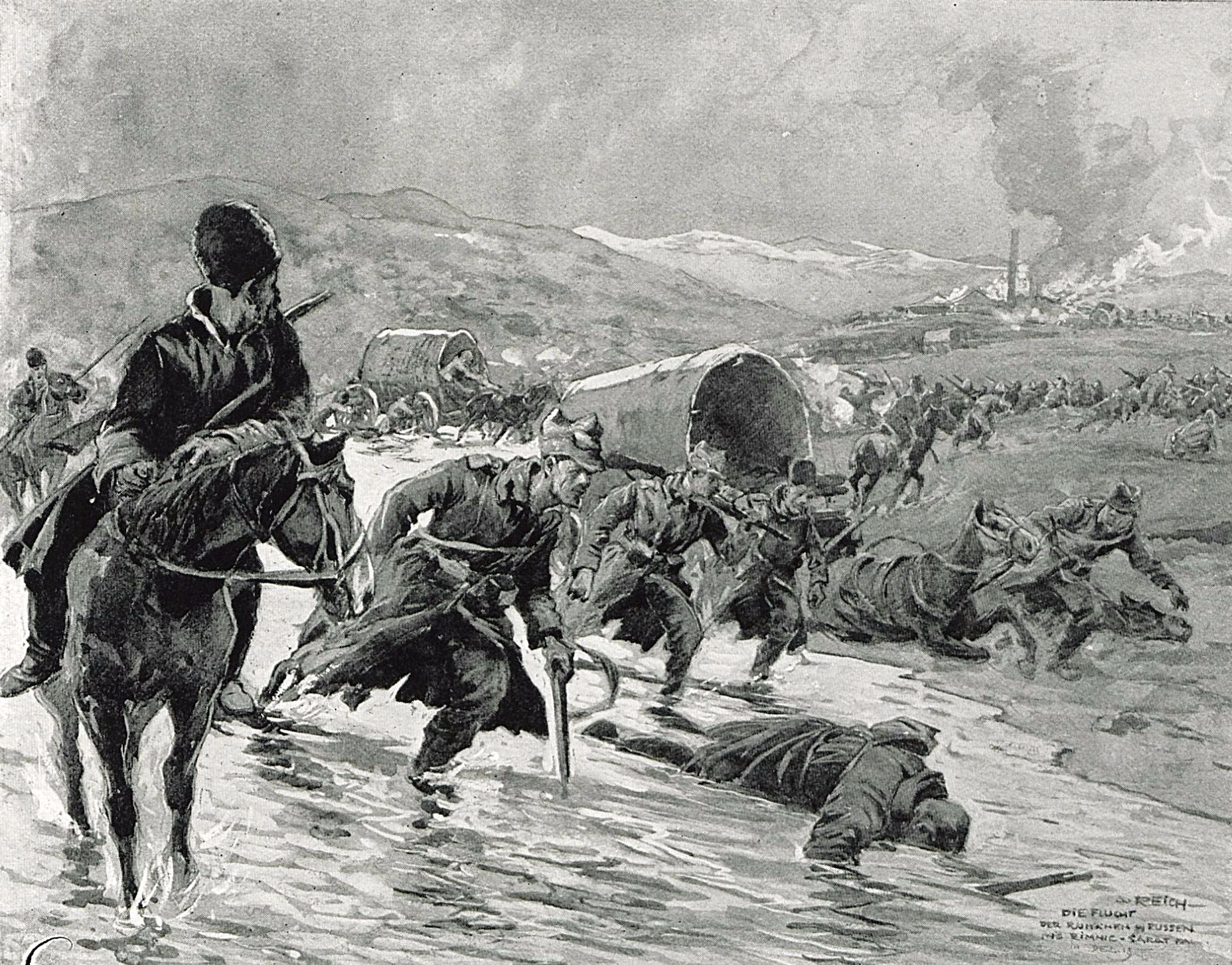
Troupes russes et roumaines en retraite dans la bataille du Râmnicu Sărat (ro), 1916.
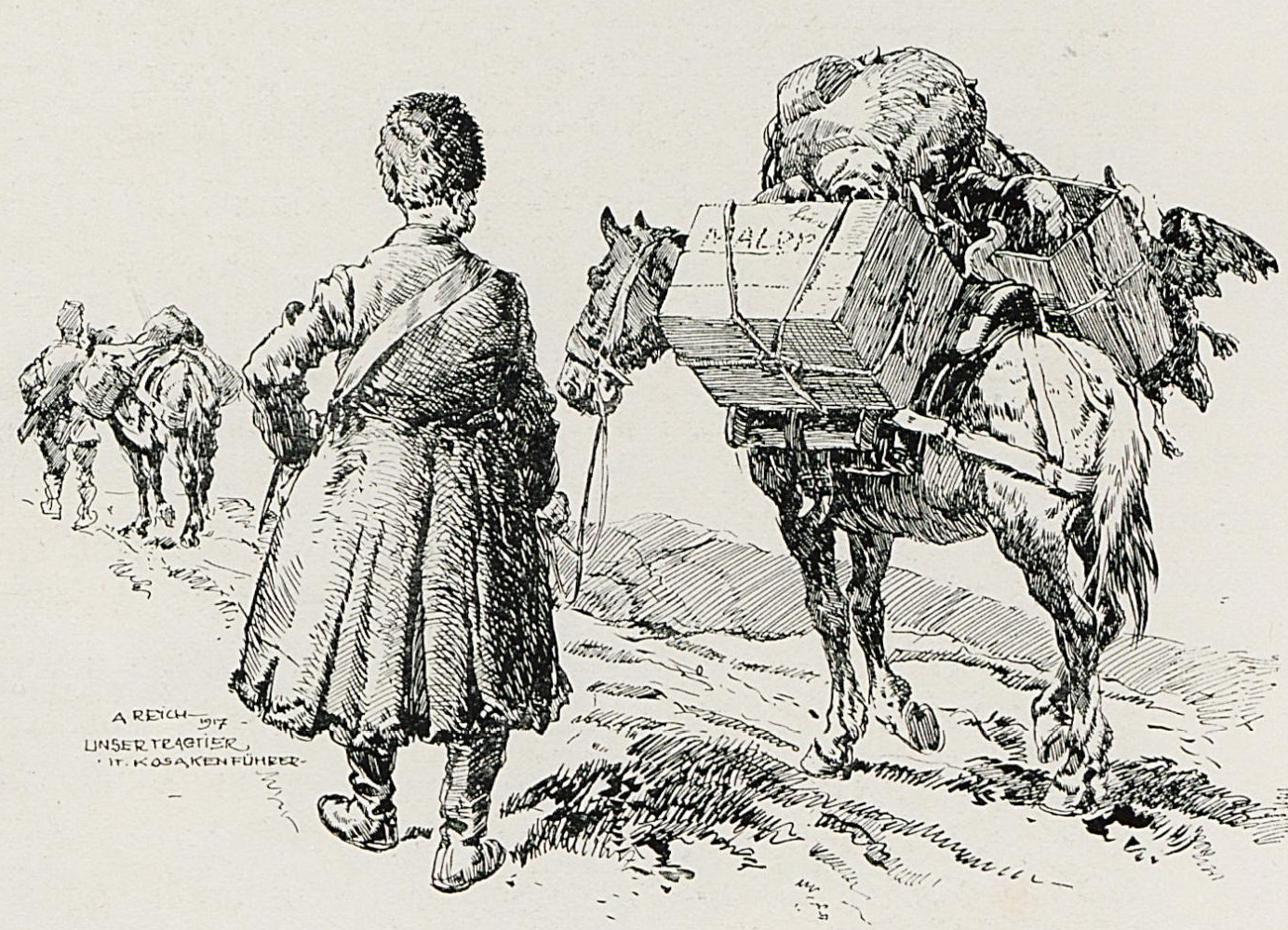
Mulets de bât de l'Alpenkorps menés par un prisonnier cosaque sur le Râmnicu Sărat, 1916.
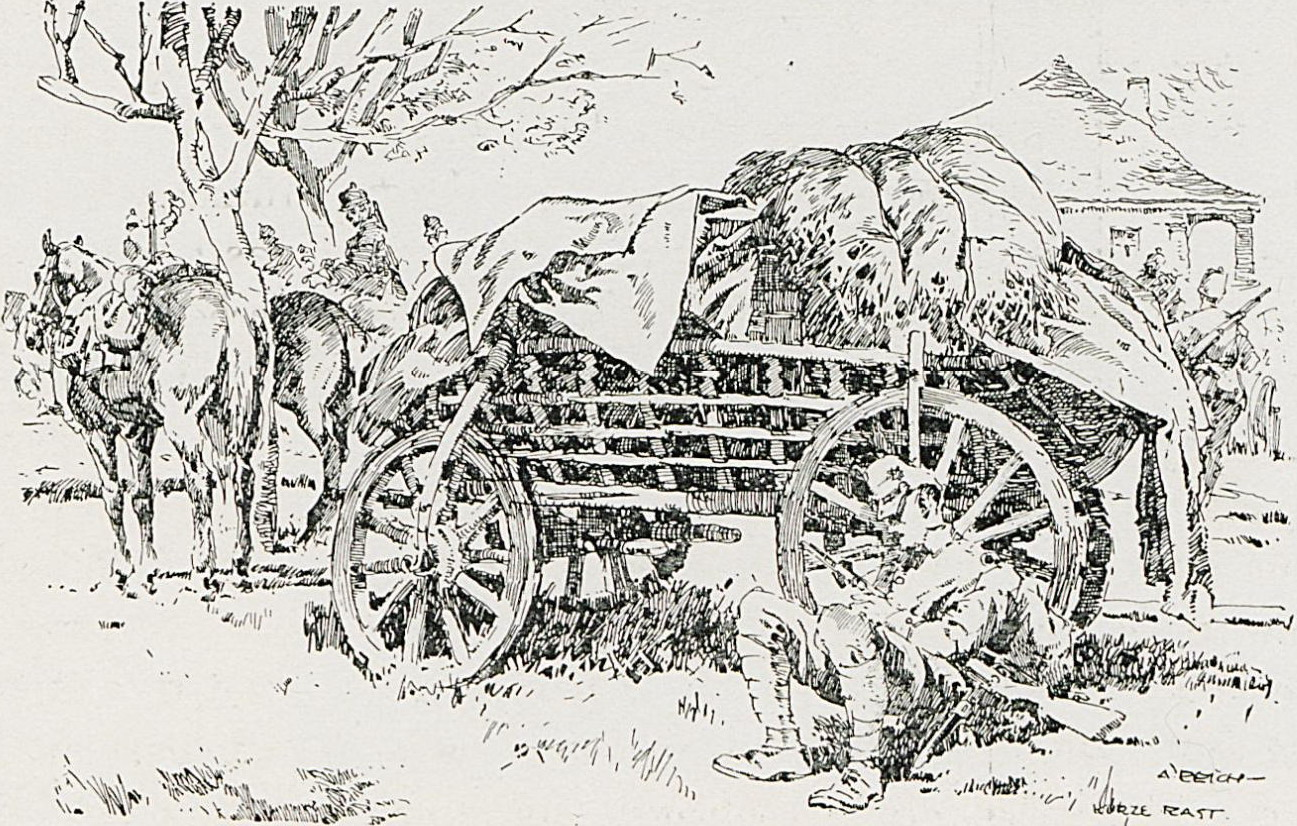
Soldats devant une ferme en Roumanie, 1916-1917.
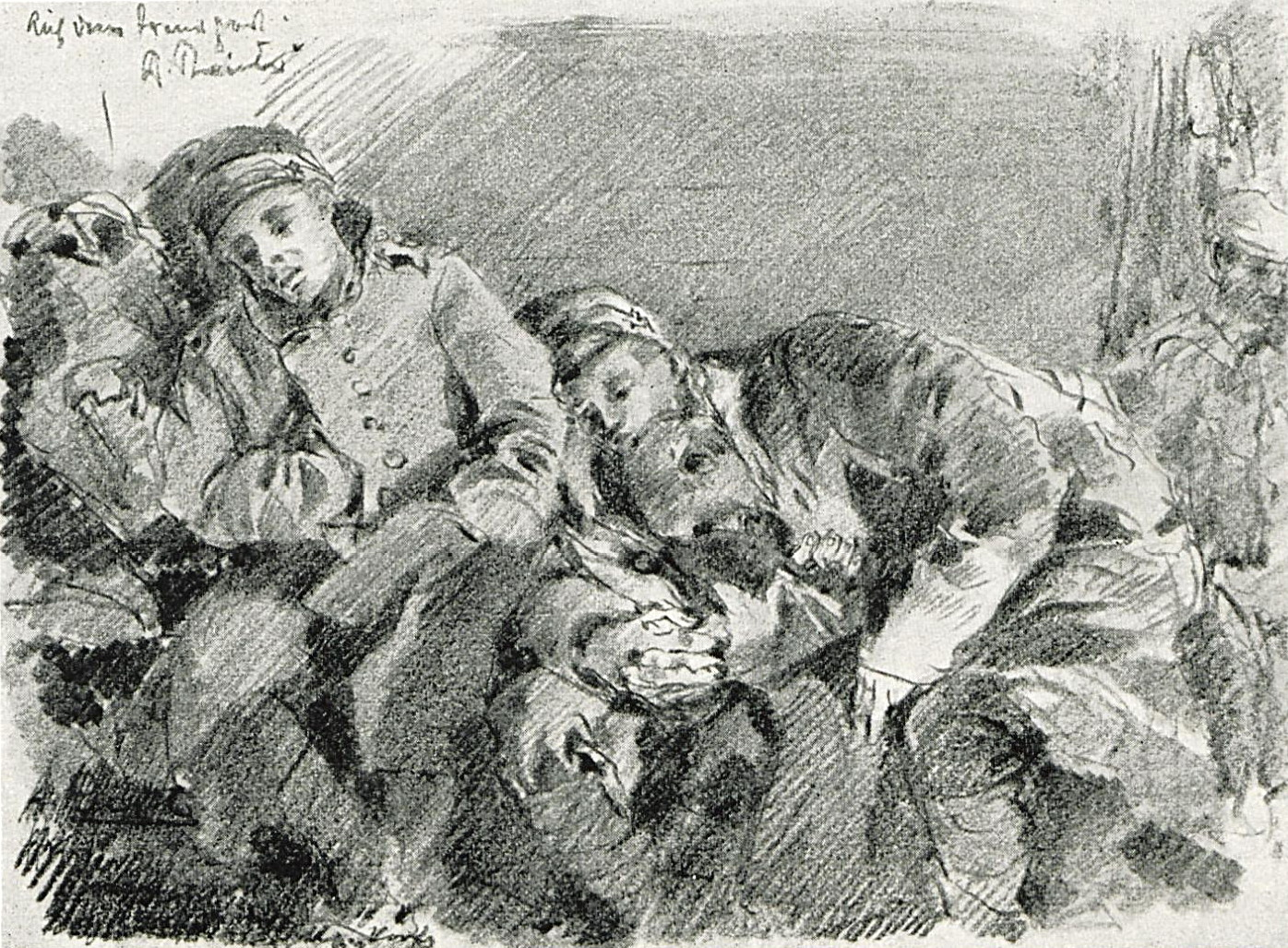
Wagon de transport de soldats allemands, 1916-1917.
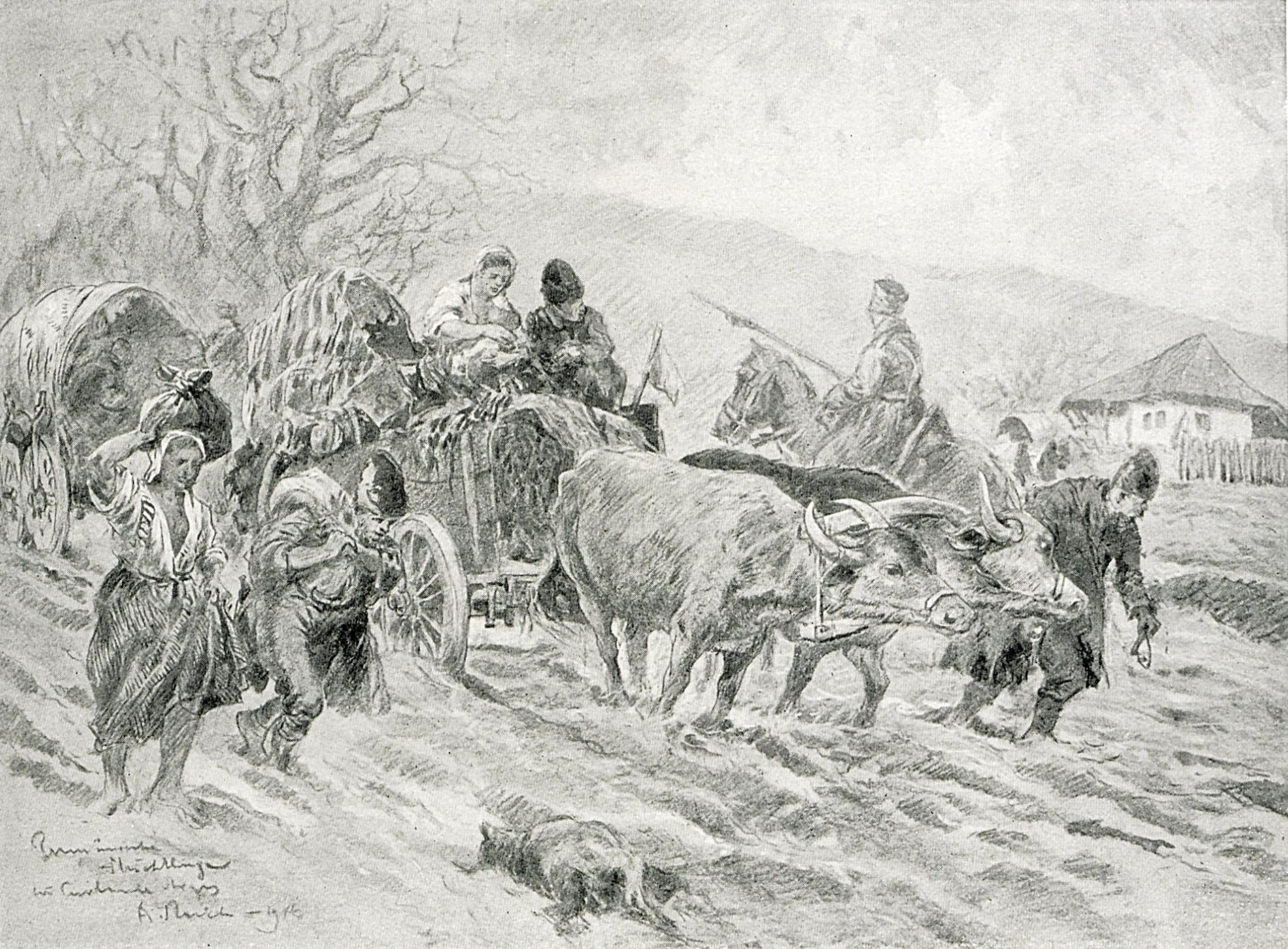
Fuite des civils roumains, 1916-1917.
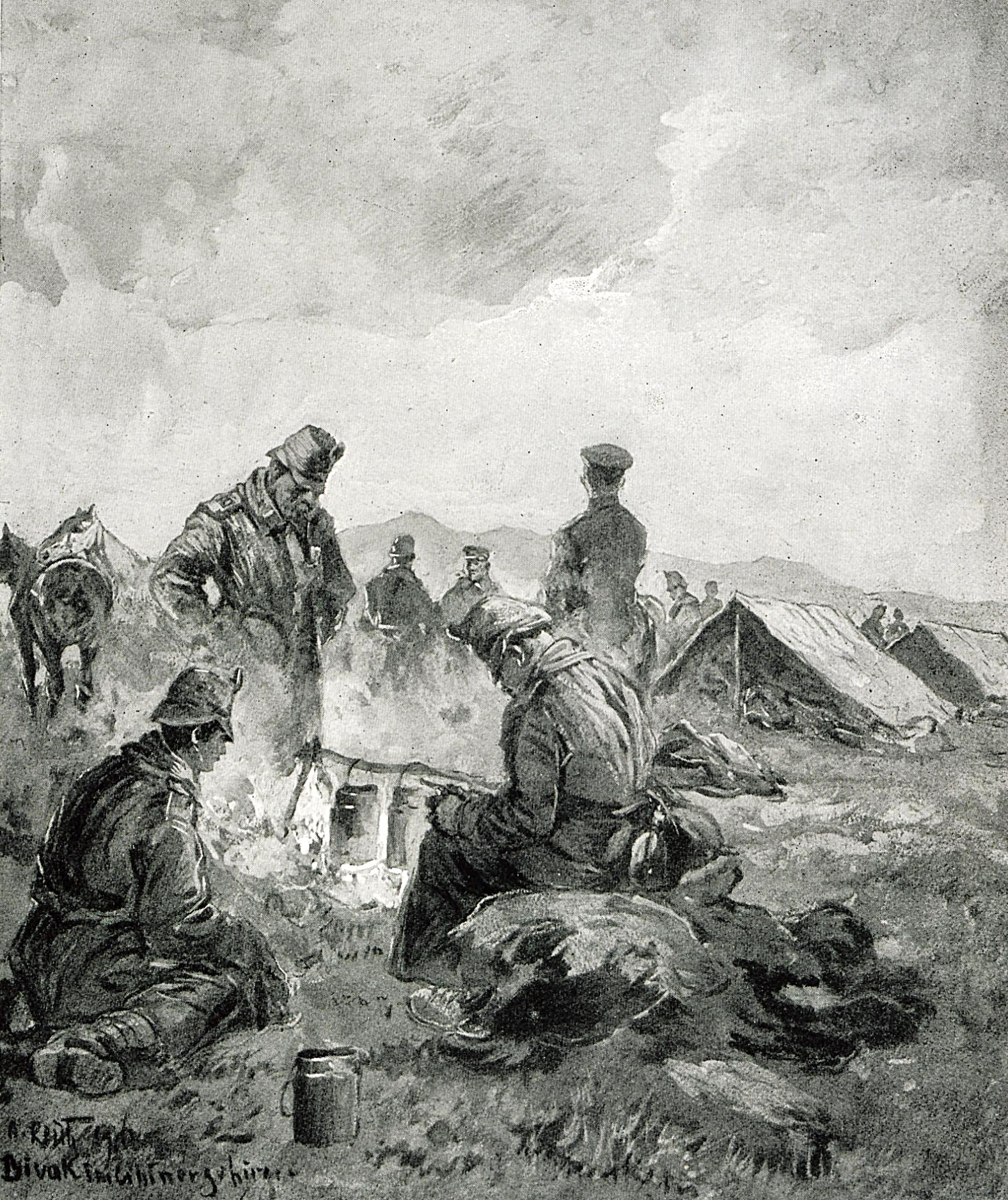
Soldats de l'Alpenkorps au bivouac, 1916-1917.
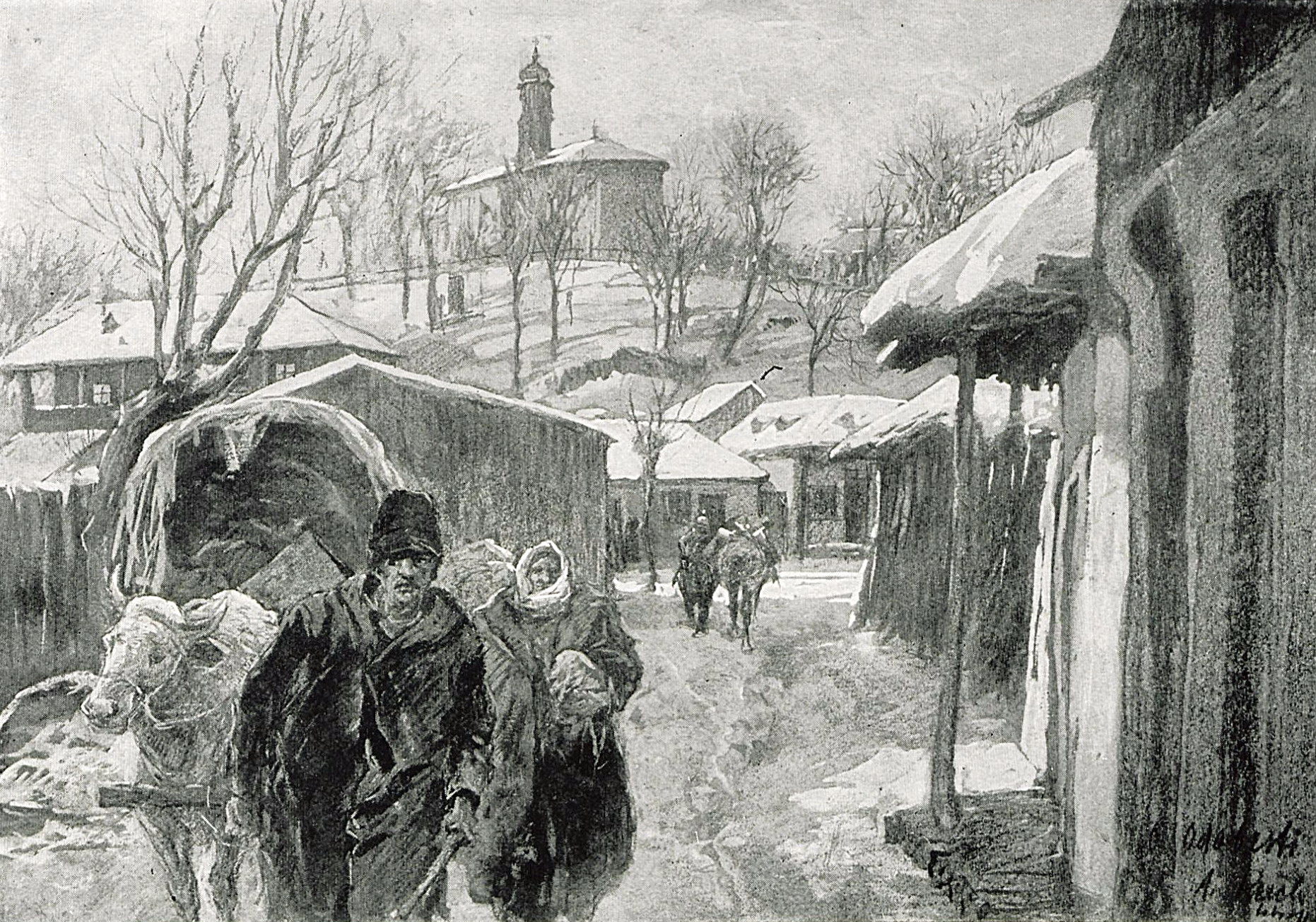
Dans un village roumain, 1916-1917.
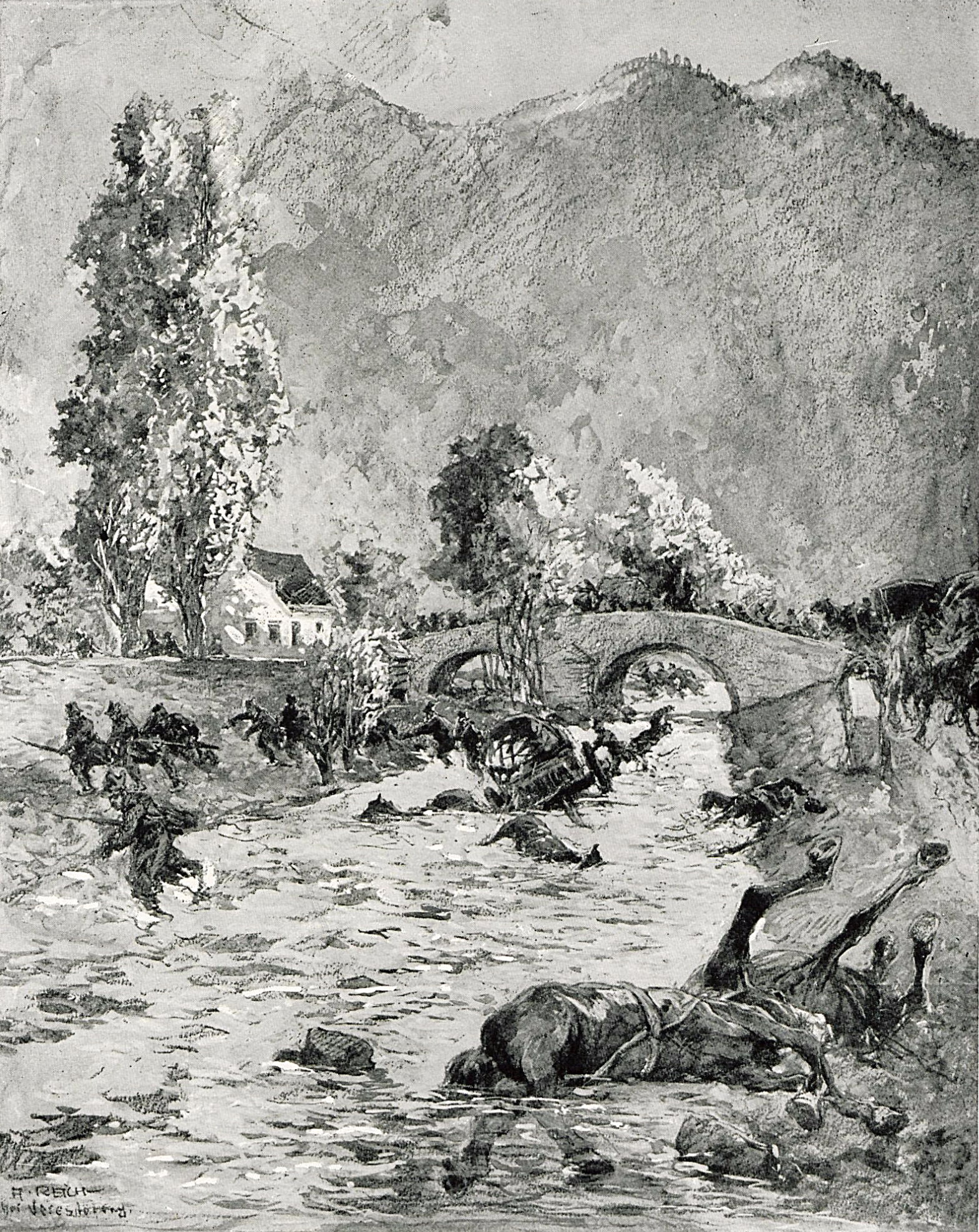
Assaut allemand et chevaux tués au Col de Turnu Roșu, 1916-1917.

Images politiques, 1918-1942
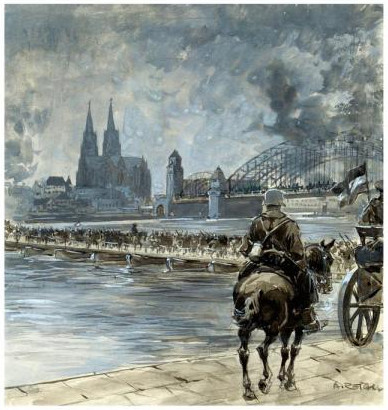
« Im Felde unbesiegt » (« Nous n'avons pas été vaincus sur le champ de bataille ») : image de l'évacuation de Strasbourg en 1918 appuyant la légende de l'armée allemande trahie, 1918.
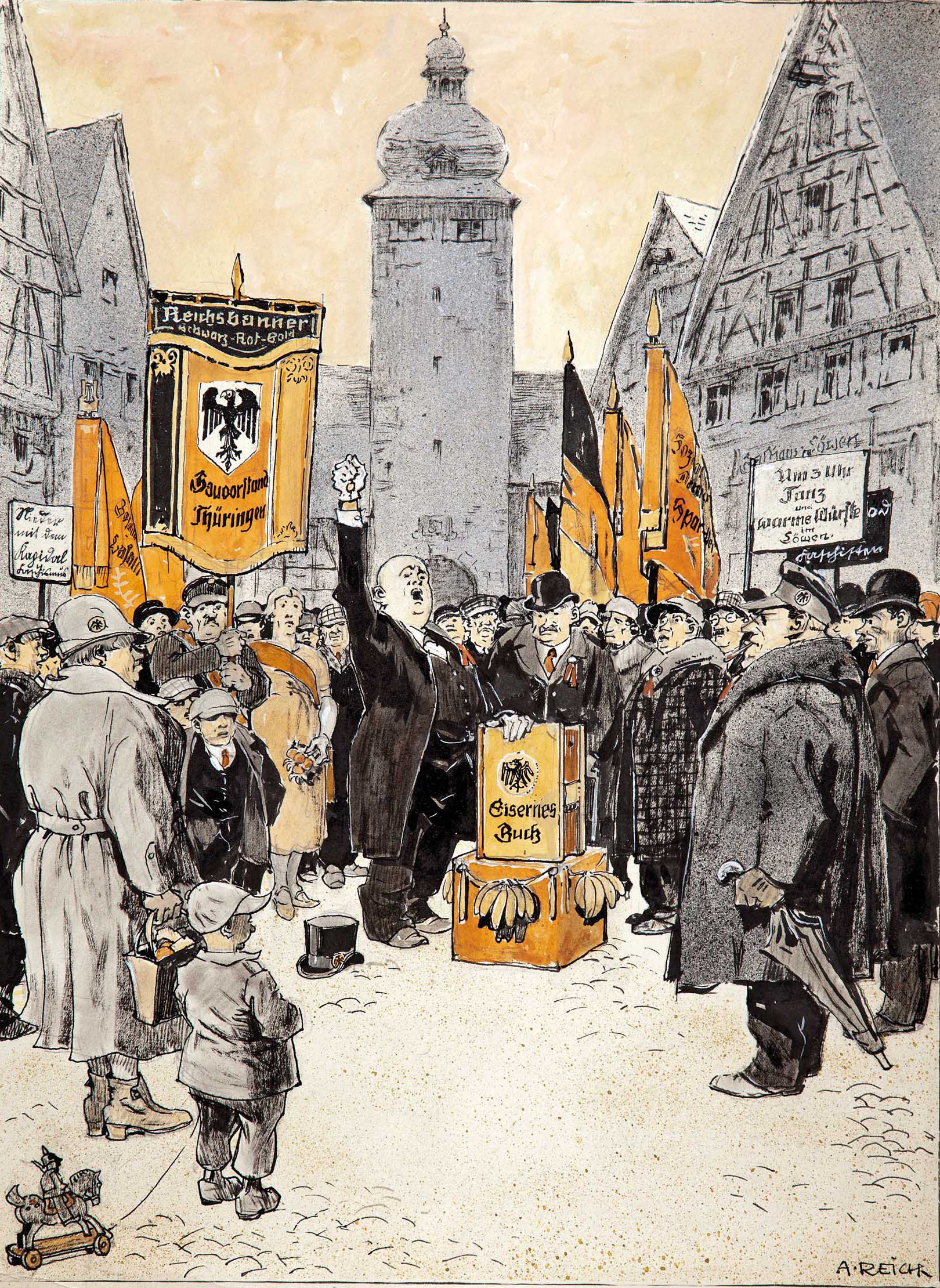
« Eiserne Front Feier » (« Manifestation du Front de fer ») : caricature du mouvement social-démocrate antinazi, 1931.
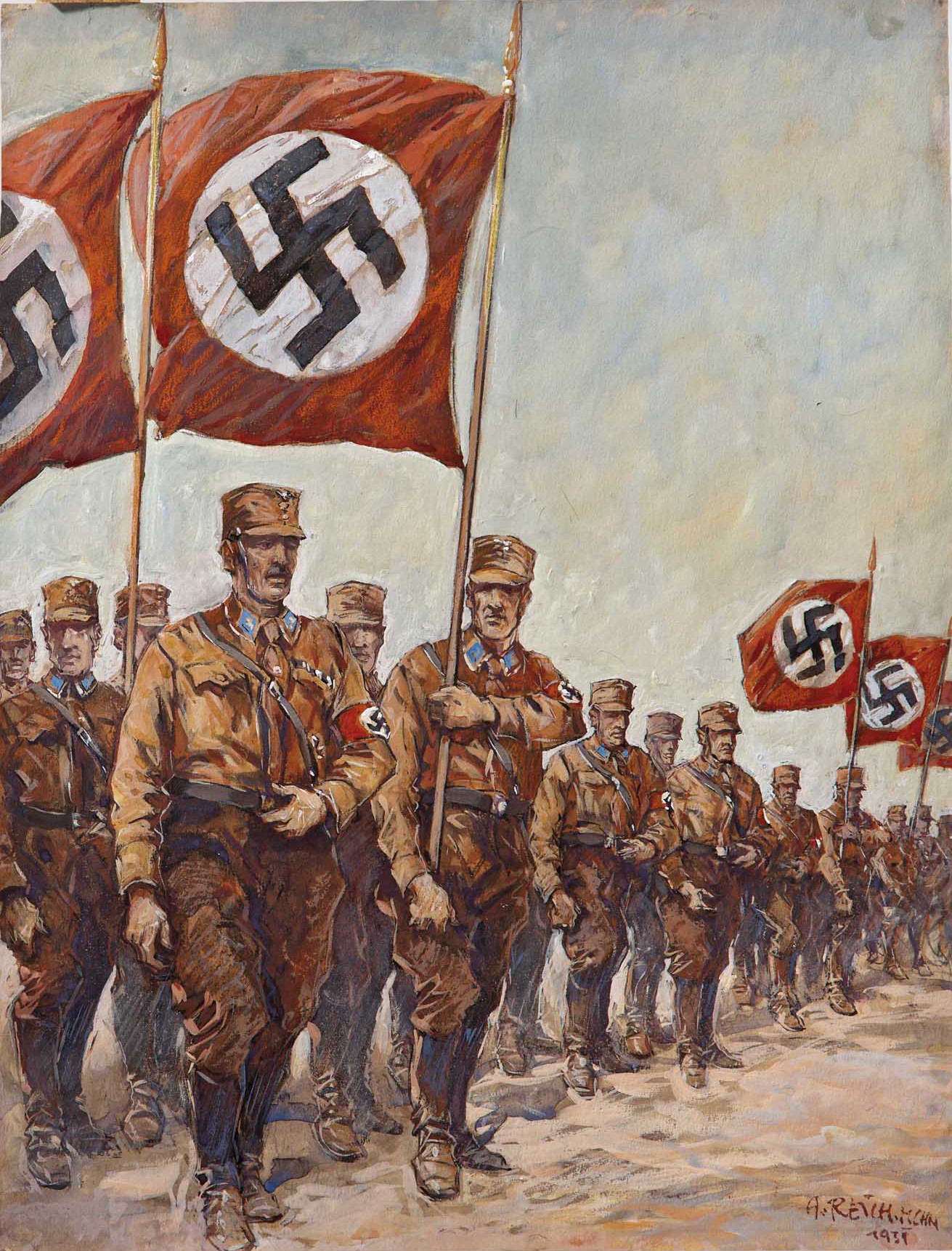
« Die lebendige Front » (« Le front vivant »), image de propagande des sections d'assaut nazies, 1931.
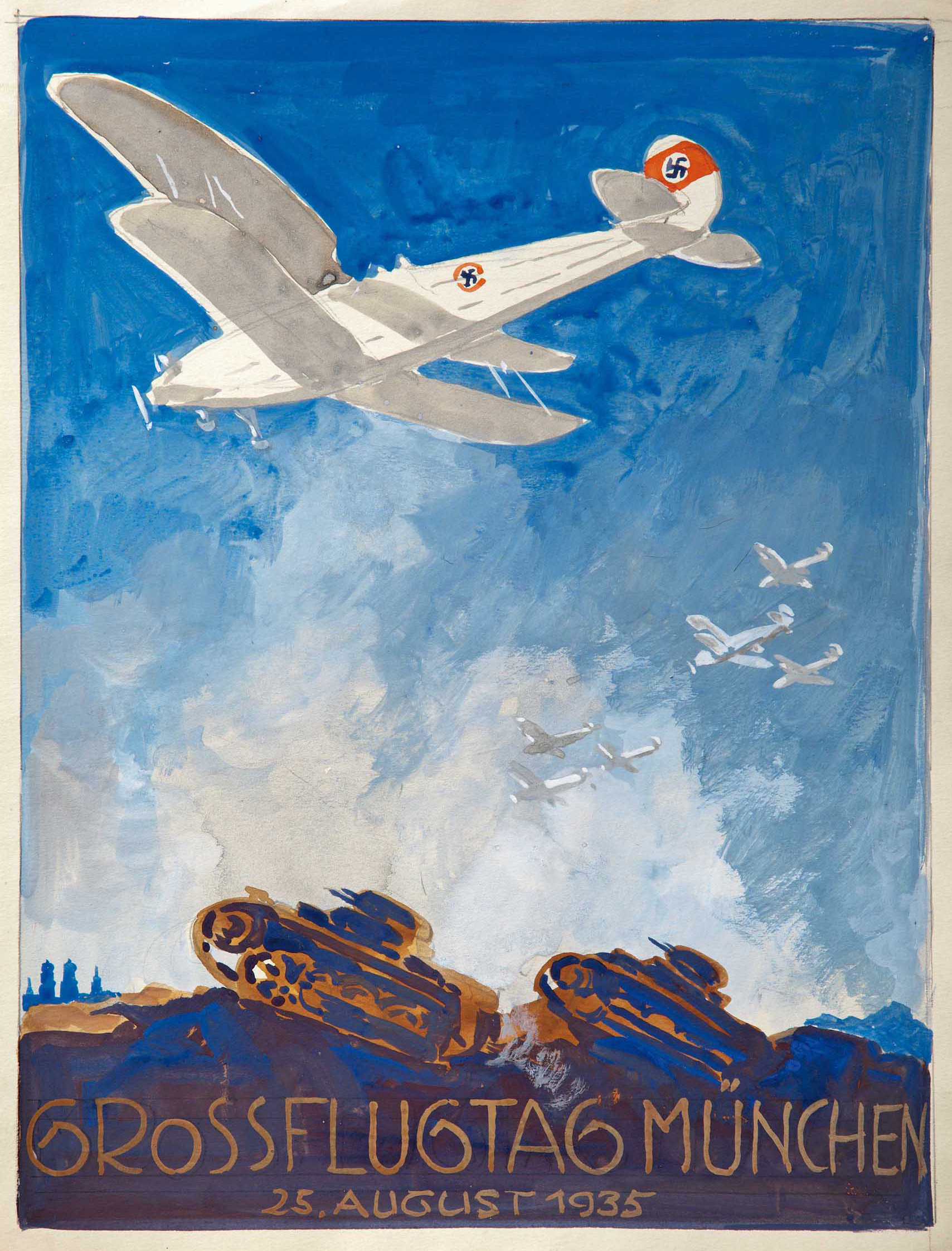
Affiche de la fête de l'aviation à Munich, 1935.
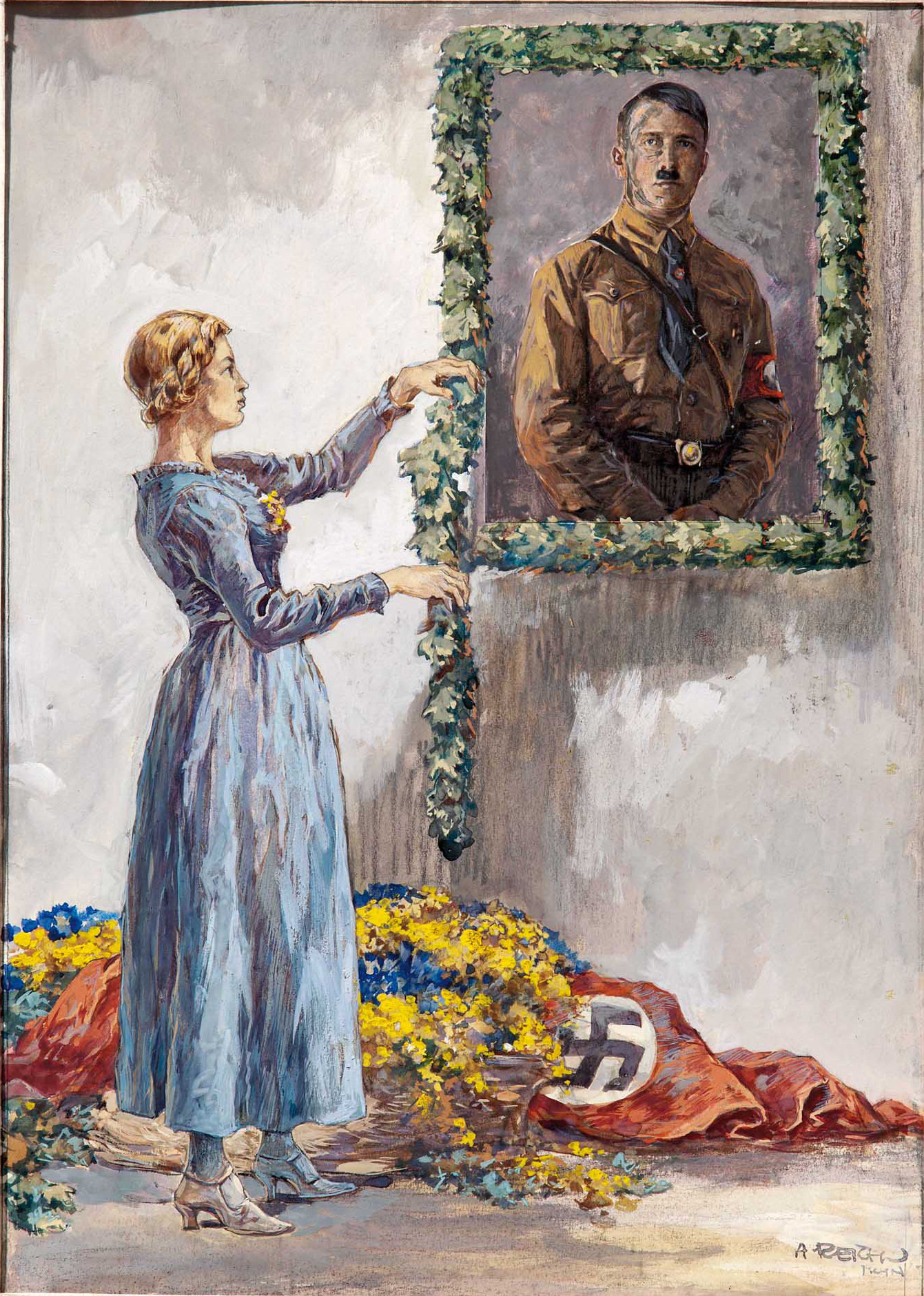
Peinture d'Hitler.

## Œuvres
- Mit meinem Corps durch Serbien : Ein Kriegstage- und Skizzenbuch (« Avec mon corps en Serbie : journal de guerre et carnet de croquis »), 1916.
- Verdun : Ein Kriegsskizzenbuch (« Verdun : carnet de croquis de guerre »), 1916.
- Durch Siebenbürgen und Rumänien : Ein Gedenkwerk für („Gruppe Krafft“ und) rumänische Kriegsteilnehmer(« En Transylvanie et Roumanie : un ouvrage en mémoire du groupe Krafft et des combattants du front roumain »), 1917.
- Unser deutsches Alpenkorps in Tirol : Ein Erinnerungswerk (« Notre Corps alpin allemand au Tyrol : un ouvrage de souvenir »), 1917.
- Gegen Italien mit dem deutschen Alpenkorps : Ein Erinnerungswerk (« Contre l'Italie avec le corps alpin allemand : un ouvrage de souvenir »), 1918.
- Gegen Italien mit der 14. Armee : Ein Erinnerungswerk (« Contre l'Italie avec la 14e armée : un ouvrage de souvenir »), 1918.
- Das Deutsche Alpenkorps im Westen und Rückmarsch in Serbien : Ein Erinnerungswerk für Kriegsteilnehmer (im Felde beim Alpenkorps) mit 130 Bildern (« Notre corps alpin allemand à l'Ouest et notre retraite en Serbie »), 1926.
- Aus Adolf Hitlers Heimat (« De la patrie d'Adolf Hitler »), 1933.
- Dietrich Eckart, ein deutscher Dichter und der Vorkämpfer der Völkischen Bewegung (« Dietrich Eckart, un poète allemand à l'avant-garde du mouvement völkisch »), 1933 (avec présentation de Lisbeth Reich).
- Vom 9. November 1918 zum 9. November 1923 : Die Entstehung der deutschen Freiheitsbewegung (« Du 9 novembre 1918 au 9 novembre 1923 : le lancement du mouvement de libération allemand »), 1933.
- Von deutscher Art und deutscher Tat : Das Buch d. Hitlerjugend von Albert Reich (« De l'art allemand à l'action allemande : le livre d'Albert Reich pour les Jeunesses hitlériennes »), 1934.
- Französisch-Flandern und Artois. Ein Kriegserinnerungswerk 1940–41 (« Flandre française et Artois : un livre de souvenirs de guerre, 1940-1941 »), 1942.

## Sources et bibliographie
- (de) Cet article est partiellement ou en totalité issu de l’article de Wikipédia en allemand intitulé « Albert Reich (Maler) » (voir la liste des auteurs) dans sa version du 16 décembre 2018.